# Sphenosuchus
Sphenosuchus ( 'wigkrokodil') is een geslacht van uitgestorven crocodylomorfen uit de Elliot-formatie uit het Vroeg-Jura van Zuid-Afrika, ontdekt en beschreven in het begin van de 20e eeuw. De schedel is zeer goed bewaard gebleven, maar afgezien van delen van de voorpoot en losse delen van de achterpoot, is het materiaal van Sphenosuchus onvolledig. Het was waarschijnlijk een viervoeter, maar het kan ook een facultatieve tweevoeter zijn geweest.
Sphenosuchus werd voor het eerst grondig beschreven in 1972 door de Britse paleontoloog Alick Walker in een artikel in het tijdschrift Nature. Walker suggereerde op basis van gedetailleerde (maar nog voorlopige op dat moment) studies van de schedel van Sphenosuchus en moderne vogels, dat krokodillen en vogels een directe gemeenschappelijke voorouder zouden kunnen hebben. Walker herriep zijn hypothese in 1985, maar herbewerkte en werkte het verder uit in een monografie, die in 1990 werd gepubliceerd en die de meest uitgebreide beschrijving en bespreking van Sphenosuchus tot nu toe bevatte.

## Beschrijving
Van de vroege crocodylomorfen was Sphenosuchus een van de grootste. De schedel was 192 millimeter lang en het lichaam heeft een geschatte totale lengte van honderdveertig centimeter. Dit geslacht wordt beschouwd als carnivoor en met een vermogen tot rennen. Het gevonden exemplaar bestaat uit een bijna perfecte maar licht verbrijzelde schedel, een schoudergordel en een paar ledematen, dus de meeste bekende kenmerken komen van de schedel. De primaire kop van het quadratum raakt het prooticum en squamosum. Het quadratum en pterygoïde zijn niet gefuseerd met de hersenpan en de basipterygoïde articulatie is los. De onderkaak is niet slank en heeft een voorste zwelling. De wandbeenderen zijn samengesmolten. De achterste slaapvensters zijn vrij klein van formaat. Het schouderblad heeft een driehoekige vorm. Er zijn geen sleutelbeenderen aanwezig. Het eerste middenvoetsbeen is gereduceerd, het tweede en vierde zijn even lang en het derde is de langste. De neusgaten zijn lang en smal en lopen van nabij het vlak dat door de voorkant van de oogkassen gaat naar de uiterste voorste punten van de snuit. De voorhoofdsbeenderen zijn relatief groot en leveren een kleine bijdrage aan de bovenkant van de oogkas en een grote bijdrage aan de uitholling rond het bovenste slaapvenster. Het jukbeen is een groot bot dat de hele onderrand van de oogkas vormt en bijna de hele onderrand van het onderste slaapvenster. De wandbeenderen vormen vrijwel de hele balk tussen de bovenste slaapvensters en een belangrijk deel van het achterste schedeldak. Er is geen foramen parietale aanwezig. De onderkaak is slank en matig lang. Hij lijkt ongeveer veertien tanden te hebben, waarvan een derde groter is dan de andere. Over het algemeen is de schedel vergelijkbaar met die van krokodillen, maar hij is iets dieper. Uit een van de voorpoten blijkt dat Sphenosuchus een pols heeft met een langwerpig spaakbeen en ellepijp. Onderarm en middenhand zijn lang.

## Classificatie
Robert Broom geloofde dat Sphenosuchus een lid van de Pseudosuchia was in de lijn die naar de echte krokodillen leidt. Friedrich von Huene zag Sphenosuchus als een zeer belangrijk stadium van de evolutie van krokodillen.
In het eerste artikel van Alick Walker over de oorsprong van vogels en krokodillen wordt gesuggereerd dat ze in feite een nauwe gemeenschappelijke voorouder zouden kunnen hebben met Sphenosuchus. Het bewijs is dat er overeenkomsten zijn in verschillende kenmerken, waaronder: een mobiel quadratum, overeenkomstige recessus van het binnenoor, pneumatische holten die zijn verbonden met het middenoor, een gelijkende palatale structuur, achterhoofdsknobbel en basipterygoïde uitsteeksels en de plaatsing van de balk tussen de bovenste slaapvensters. Hieruit leidde Walker een nauwe verwantschap tussen vogels en krokodillen af.
In 1990 herzag Walker zijn eerdere werk met een nieuw, uitgebreider artikel over Sphenosuchus en de verwantschap met moderne krokodillen en vogels. Er werden verschillende homologieën besproken. Hoofdholten in de krokodilachtige schedel zijn ook aanwezig bij Sphenosuchus, soms in een minder duidelijk gedefinieerde staat. Bepaalde pneumatische ruimtes in de schedels van Sphenosuchus worden niet gevonden bij moderne krokodillen, maar lijken meer op holtes in de schedel van vogels. Het otische kapsel van Sphenosuchus lijkt sterk op die van vogels en krokodillen. De kop van moderne krokodillen bevindt zich in dezelfde morfologische positie als in Sphenosuchus, hoewel in vergelijking vergroot. Vanwege deze homologieën concludeert Walker dat de belangrijkste stappen van de evolutie van de crocodylomorfen, met name de schedel, plaatsvonden bij Sphenosuchia en daarom zouden ze in hetzelfde taxon moeten worden opgenomen als Protosuchia.
In 1995 publiceerde Johann Welman het artikel Euparkia and the origin of birds. waar hij betoogt dat hoewel werd gedacht dat Sphenosuchus mogelijk verwant is aan vogels, hij de hersenpan van Sphenosuchus te gespecialiseerd vindt om hem de zustergroep van vogels te laten zijn. Een ander kenmerk dat hij anders vond, was het systeem van Eustachius. Krokodillen en Sphenosuchus hebben een mediaan systeem van Eustachius, terwijl vogels dat niet hebben. De interne halsslagaders bij vogels lopen aan de laterale zijden van de basiparasphenoïde terwijl in Sphenosuchus de slagaders van onderen bezien min of meer evenwijdig liggen. Ook bij Sphenosuchus verlaat de aangezichtszenuw de hersenpan voor het otische kapsel welke toestand veel meer afgeleid is dan bij vogels. De gezichtszenuw van vogels passeert tussen de twee delen van de otische kapsels. Welman vindt dat het bewijs dat hij presenteerde duidelijk maakt dat crocodylomorfen te gespecialiseerd zijn in een aantal belangrijke kenmerken om nauw verwant te zijn aan vogels. Deze hele discussie was toen al een achterhoedegevecht geworden: in de jaren negentig waren bijna alle onderzoekers ervan overtuigd geraakt dat de oorsprong van de vogels in de Theropoda lag. De overeenkomsten tussen vogels en Sphenosuchus weerspiegelen simpelweg het feit dat het in beide gevallen om kleine archosauriërs gaat. Bijna ieder gedeeld kenmerk is ook bij basale Deinonychosauria aanwezig.